# Doryteuthis pealeii
Doryteuthis pealeii — вид головоногих моллюсков из семейства Loliginidae. Обитают в западной части Атлантического океана.

## Распространение
Вид распространён в западной части Северной Атлантики (от Ньюфаундленда до Венесуэльского залива) и Южной Атлантики (у берегов Южной Америки). Кальмар совершает сезонные миграции, которые, по-видимому, связаны с температурой воды у дна; в конце осени он уходят от береговой линии и зимуют на краю континентального шельфа и возвращаются к побережью весной — в начале лета.

## Морфология
Общий тон тела красноватый, причём особи способны изменять свой цвет от темно-красного до нежно-розового. Мантия длинная (до 50 см), форма тела цилиндрическая, задний конец тупо заостренный. Глаза крупные: диаметр видимого снаружи глазного яблока достигает 8—18 % длины мантии, а диаметр рассеченной линзы — 2—6 % длины мантии. Ребра ромбовидные. Поддерживающий тело моллюска гладиус длинный, в форме пера, отношение ширины лопасти гладиуса к ширине рахиса составляет 2,7—3,7 у самок, 2,4—2,9 у самцов. Край лопасти гладиуса чаще всего изогнутый, но у самцов может быть прямым. На каждом щупальце не более 12 присосок в дорсальном ряду; основания некоторых модифицированных присосок округлые, узко-треугольные.
Этот вид демонстрирует половой диморфизм, обычно самцы характеризуются бо́льшей скоростью роста и достигают бо́льших размеров, чем самки. Левая вентральная IV рука у зрелых самцов видоизменяется в гектокотиль за счёт модификации дистальной части. Гектокотилизированный участок занимает лишь незначительную часть общей длины руки.

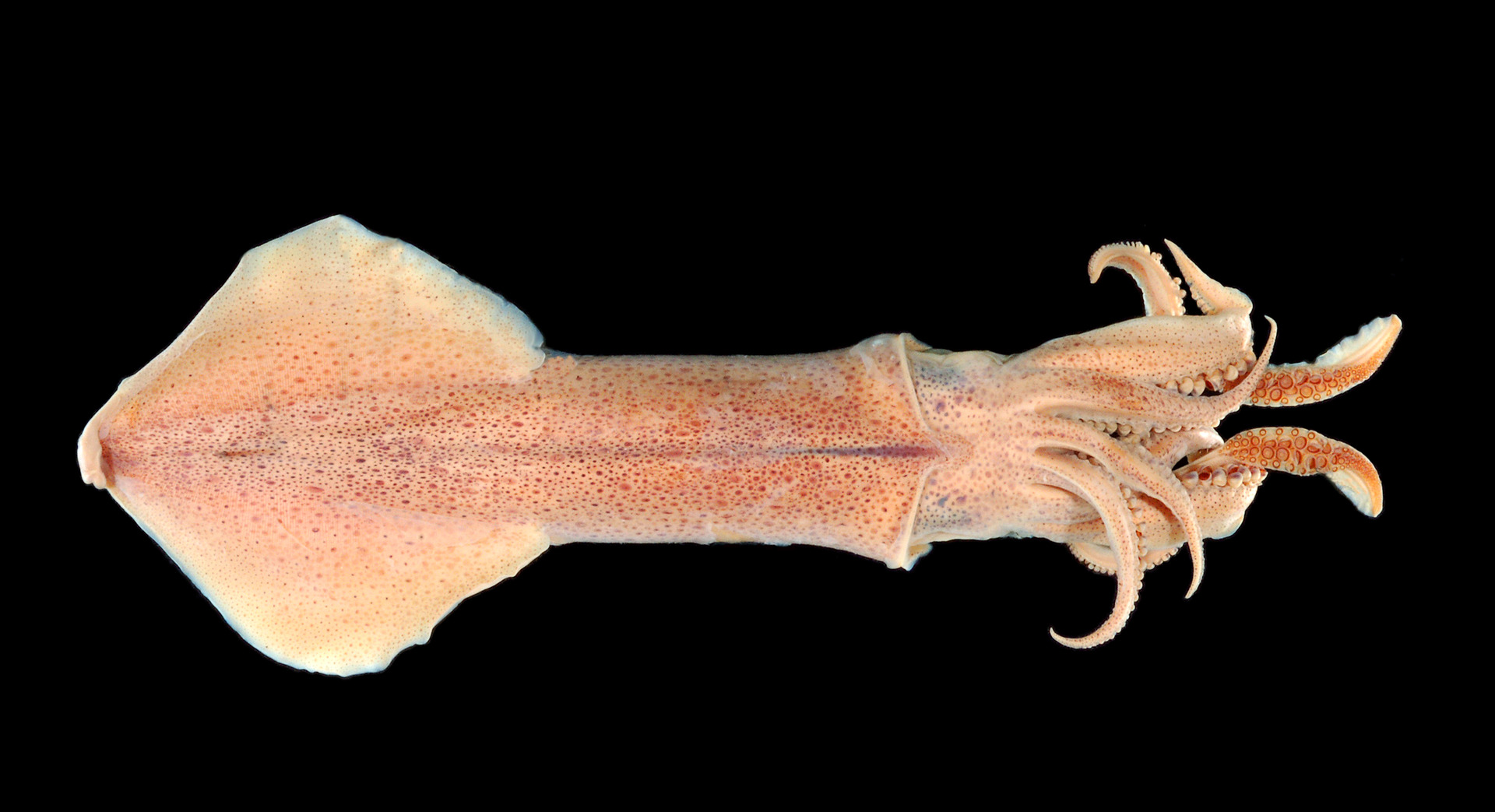
Взрослая особь

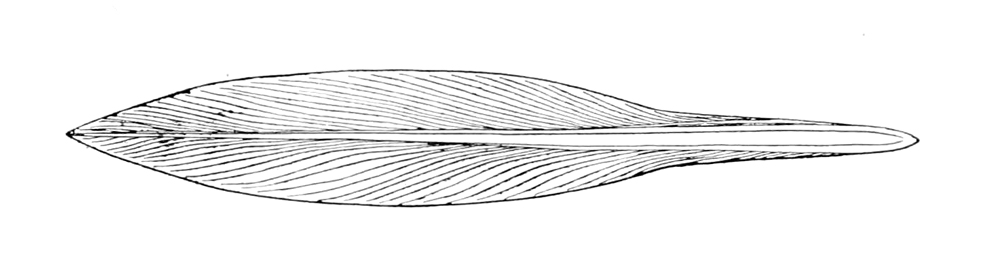
Гладиус Doryteuthis pealeii

## Питание
Рацион меняется по мере роста. Молодые особи питаются планктонными организмами (эуфаузиидами, морскими стрелками), крупные — ракообразными (мелкими крабами, креветками), полихетами, личинками и молодью кальмаров, мелкой рыбой (например, светящимися анчоусами). Особи размером более 16 см питаются рыбой и кальмарами. Добычей кальмара могут становиться серебристая мерлуза, скумбрия, сельдь, менхэден, песчанка, анчоус. Рацион в прибрежных и морских водах отличается: весной в открытых водах он представлен ракообразными (в основном эуфаузиидами) и рыбой, а в прибрежных водах осенью — рыбой и кальмарами. У особей размером более 5 см наблюдается каннибализм.

## Поведение
Почти все аспекты поведения кальмаров выражаются через систему хроматофоров, а также конкретные позы и движения; в совокупности они называются фигурами тела (Hanlon, 1982). Doryteuthis pealeii имеет самый широкий спектр моделей тела и сложное поведение. На сегодняшний день известно о 16 хроматических и шести двигательных паттернах изменения тела, которые связаны с определенными типами поведения (Hanlon, 1982). Самцы растут крупнее самок, они гораздо агрессивнее и обладают сетью мужских хроматических компонентов, которые используются во внутривидовых агрессивных контекстах и неразрывно связаны с ухаживанием и брачным поведением (Hanlon, 1981, 1982). Самцы устанавливают и поддерживают иерархические отношения, основанные на размере и агрессивности. Самки, напротив, в лабораторных условиях пассивны и послушны, они редко участвуют в агрессивном поведении, за исключением моментов охоты.

## Размножение
Прибрежный кальмар нерестится круглый год. Яйца демерсальные (донные). В кладке до 200 яиц под единой желеобразной капсулой. Каждая самка откладывает 20—30 капсул, общая плодовитость составляет 950—15 900 яиц на одну самку. Летние личинки из-за более высокой температуры воды растут быстрее, чем вылупившиеся зимой. Средний срок жизни составляет менее одного года.

## Исследования
Этот вид является модельным организмом в нейробиологии, в частности его использовали Эндрю Хаксли и Алан Ходжкин в своих исследованиях аксонов. Аксон данного кальмара — самый большой аксон, известный науке. Они также используются для исследований их камуфляжных способностей из-за хроматофоров в коже, которые отражают разный свет в зависимости от угла, под которым на них падает свет